# Tikhoje Lake
Tikhoje Lake är en sjö i Antarktis. Den ligger i Östantarktis. Australien gör anspråk på området. Tikhoje Lake ligger 163 meter över havet.